# Уэст-Эберхард, Мэри
Мэри Джейн Уэст-Эберхард (англ. Mary Jane West-Eberhard; род. 20 августа 1941, Понтиак, Мичиган) — американский биолог-теоретик, утверждающая, что фенотипическая пластичность и пластичность развития играют ключевую роль в формировании эволюции и видообразования животных. Энтомолог, известная своими работами по изучению поведения и эволюции социальных ос.
Член Национальной академии наук США и Американской академии искусств и наук. В 2005 году была избрана иностранным членом Национальной академии деи Линчеи. Бывший президент Общества по изучению эволюции. В 2003 году стала лауреатом премии R.R. Hawkins Award for the Outstanding Professional, Reference or Scholarly Work за книгу Developmental Plasticity and Evolution. В том же году она стала лауреатом премии Sewall Wright Award.

## Биография
Родилась в семье учительницы начальной школы и бизнесмена из небольшого городка. Окончила Plymouth Community Schools в Плимуте, штат Мичиган. Об учёбе в своей средней школе она вспоминает, что лучшей научной подготовкой «был курс английского языка по критическому чтению и письму, который преподавал школьный библиотекарь. На уроках биологии была только рабочая тетрадь, что стало для меня огромным разочарованием».
В 1963 году она получила степень бакалавра по зоологии в Мичиганском университете. Там же в 1964 году она получила степень магистра по зоологии, а в 1967 году — степень доктора философии (зоология). Там же она преподавала у Ричарда Александера и работала на полставки в его Музее зоологии. Она вспоминает: «Я также узнала, что такое быть ищейкой в университетских библиотеках, где даже студент мог изучить идею, выходящую за рамки учебников, и почувствовать себя первопроходцем». Она переписывалась с Эдвардом Уилсоном по вопросам трофических яиц у насекомых и проводила лето в Вудс Холе и Кали в Колумбии.
В 1967—1969 годах работала в Гарвардском университете под руководством Говарда Эванса. Там она встретила своего мужа. Следующие десять лет (1969—1979) она провела в качестве ассистента по биологии в Университете Валье. В 1973 году начала сотрудничество со Смитсоновским институтом тропических исследований в Коста-Рике, которое в 1986 году переросло в постоянную работу.

## Социальные насекомые
Вест-Эберхард изучала многие виды социальных ос, такие как Polistes fuscatus, Polistes canadensis и Polistes erythrocephalus. В своих исследованиях она выясняла, почему осы эволюционировали от бескастовых и гнездообменных бескастовых до высокоспециализированных эусоциальных видов, используя сравнительные исследования тропических ос (Hymenoptera). Она утверждает, что происхождение нерепродуктивных самок у социальных ос связано с мутуализмом, а не только с родственным отбором или манипуляцией родителями.
Её работа по изучению социальных насекомых сыграла важную роль в развитии её идей о фенотипической пластичности. Как она отмечает: "Здесь я заинтересовалась альтернативными фенотипами — альтернативными путями и точками принятия решений в ходе развития, и их значением для эволюции, особенно для более высоких уровней организации, для видообразования и для макроэволюционных изменений без видообразования.

## Фенотипическая пластичность
С середины 1980-х годов Уэст-Эберхард писала о роли «альтернативных фенотипов», таких как полиморфизмы, полифенизмы и контекстно-чувствительные фенотипы истории жизни и физиологических признаков, что было отражено в её книге 2003 года Developmental Plasticity and Evolution.
Она утверждает, что такие альтернативные фенотипы важны, поскольку они могут привести к появлению новых признаков, а затем к генетической дивергенции и, следовательно, к видообразованию. Благодаря альтернативным фенотипам экологическая индукция может играть ведущую роль в генетической эволюции. В её книге Developmental Plasticity and Evolution подробно описано, как такая экологическая пластичность играет ключевую роль в понимании генетической теории эволюции.

## Половой и социальный отбор
Уэст-Эберхард была в числе первых учёных, которые переосмыслили идеи Чарльза Дарвина, изложенные в книге Происхождение человека и половой отбор, о половом отборе и определили ключевое значение, которое он придавал «социальной конкуренции за спаривание» как фактору эволюции и видообразования. Она отметила, как половой отбор может загнать животных в ловушку полового диморфизма, чтобы сохранить разделение полов в половом размножении.

## Другие работы
Будучи членом Национальной академии наук США, Уэст-Эберхард в течение трёх сроков входила в состав её Комитета по правам человека. Была отмечена как «активная деятельница, содействующая карьере молодых учёных, особенно тех, кто работает в Латинской Америке».
С 2013 года Уэст-Эберхард входит в состав Консультативного совета Национального центра научного образования.